# Sillavengo
Sillavengo é uma comuna italiana da região do Piemonte, província de Novara, com cerca de 567 habitantes. Estende-se por uma área de 9 km², tendo uma densidade populacional de 63 hab/km². Faz fronteira com Arborio (VC), Briona, Carpignano Sesia, Castellazzo Novarese, Ghislarengo (VC), Landiona, Mandello Vitta.

## Demografia
| Variação demográfica do município entre 1861 e 2011                               |
|                                                                                   |
| Fonte: Istituto Nazionale di Statistica (ISTAT) - Elaboração gráfica da Wikipedia |